# Archangielskoje (rejon sokolski)
Archangielskoje (ros. Архангельское) – wieś (sieło) w Rosji, w obwodzie wołogodzkim, w rejonie sokolskim. W 2010 liczyła 245 mieszkańców.